# آنا کولمن لد
آنا کولمن واتس لد (۱۵ ژوئیه ۱۸۷۸ – ۳ ژوئن ۱۹۳۹) مجسمه‌ساز آمریکایی اهل ماساچوست بود که در طول جنگ جهانی اول وقت و مهارت خود را وقف طراحی پروتز برای سربازانی کرد که بر اثر جراحات جنگی دچار تغییر چهره شده بودند.

## زندگی‌نامه
آنا کولمن واتس در برین مار، پنسیلوانیا زاده شد و در اروپا تحصیل کرد، جایی که در پاریس و رم به یادگیری مجسمه‌سازی پرداخت. او در سالزبری، انگلستان، با دکتر مینارد لد ازدواج کرد و سپس به بوستون نقل مکان نمود. آنا به مدت سه سال در مدرسه موزه هنرهای زیبا در تافتس زیر نظر بلا پرات به تحصیل ادامه داد.اثر او، بچه‌های تریتون، در سال ۱۹۱۵ در نمایشگاه بین‌المللی پاناما-پسیفیک در سانفرانسیسکو به نمایش گذاشته شد. (این اثر اکنون به‌عنوان یک مجسمه فواره در بوستون پابلیک گاردن قرار دارد)
در سال ۱۹۱۴، او از اعضای بنیان‌گذار انجمن هنرمندان بوستون بود و در هم نمایشگاه افتتاحیه و هم نمایشگاه سیار که به دنبال آن برگزار شد، شرکت کرد. او بعدها یک نمایشگاه انفرادی در گالری این انجمن برگزار کرد.
آنا کولمن لد آثار دیگری نیز با شخصیت‌های اسطوره‌ای خلق کرد که این آثار همچنان نمایان شده و امروز در حراجی‌ها به فروش می‌رسند.
آنا کولمن لد خود را در زمینه‌های مختلف هنری به چالش کشید و دو کتاب نوشت: تاریخ شادمانه هیرونیموس گمنام در سال ۱۹۰۵ که بر اساس یک داستان عاشقانه قرون‌وسطایی بود و او سال‌ها روی آن کار کرده بود، و ماجراجوی صریح در سال ۱۹۱۳، که طنزی بر جامعه بوستون بود. او همچنین دو نمایشنامه نوشت که هیچ‌یک از آن‌ها به تولید نرسید؛ یکی از آن‌ها داستان یک مجسمه‌ساززن را روایت می‌کرد که به جنگ می‌رود.او خود را وقف پرتره‌نگاری کرد و آثارش بسیار مورد تحسین قرار گرفت. پرتره او از النورا دوسه یکی از تنها سه پرتره‌ای بود که این بازیگر به آن‌ها اجازه خلق داده بود.
اواخر سال ۱۹۱۷، همسرش، دکتر مینارد لد، به عنوان مدیر اداره کودکان صلیب سرخ آمریکا در تول منصوب شد. آنا در جبهه داخلی باقی ماند، اما در جستجوی راه‌هایی برای کمک به تلاش‌های جنگی، با کارهای فرانسیس دروود وود در لندن آشنا شد. او ماسک‌های واقع‌گرایانه‌ای برای کمک به سربازانی که دچار تغییر شکل در صورت شده بودند، توسعه داد. گفته شده که او با وود تماس گرفت و با همکاری یکدیگر، تکنیک‌های ماسک‌سازی را بهبود بخشیدند.
او درخواست اجازه داد تا برای کمک به سربازان به فرانسه برود، اما لازم بود که مجوز ویژه‌ای از ژنرال پرشینگ دریافت کند؛ چراکه خدمت همزمان همسران در مناطق جنگی ممنوع بود. او این مجوز را دریافت کرد و با صلیب سرخ آمریکا همکاری کرد تا به فرانسه برود و در بخش ماسک‌سازی برای چهره‌های آسیب‌دیده در پاریس فعالیت کند.
لد استودیوی «پرتره‌ماسک» صلیب سرخ آمریکا را تأسیس کرد تا ماسک‌های زیبایی‌شناختی برای مردانی که در جنگ جهانی اول به شدت آسیب دیده بودند، فراهم کند. خدمات او باعث شد که نشان لژیون دونور (صلیب شوالیه) و همچنین نشان سنت ساوا صربستان را دریافت کند.
پس از جنگ جهانی اول، آنا کولمن لد تصویر یک جسد فاسد شده روی حصار سیم‌خاردار را برای یادبودی جنگی که به سفارش لژیون آمریکایی در منچستر بای د سی ساخته شد، خلق کرد. در سال ۱۹۳۶، لد همراه با همسرش به کالیفرنیا بازنشسته شد، جایی که در سال ۱۹۳۹ درگذشت. او دو دختر از خود به یادگار گذاشت: گابریلا می لد که همسر دوم جد پدری کیرا سدگ‌ویک بود و ورنون ابت لد که در سال ۱۹۷۰ درگذشت.
مجسمه او با عنوان بچه‌های تریتون در مسیر میراث زنان بوستون به نمایش گذاشته شده است.